# Gustaf Nathanael Malm
Gustaf Nathanael Malm, född 20 januari 1869 i Svarttorp, Småland, död 12 februari 1928 i Lindsborg, Kansas, USA, var en svensk-amerikansk målare, grafiker, dekorationsmålare och författare.
Han var son till pastorn Per August Malm och Mathilda Pettersson och från 1893 gift med Mathilda Wredberg. Malm emigrerade till USA 1889 och arbetade först några år som journalist i Omaha, Nebraska innan han flyttade till Lindsborg 1894. Han studerade konst vid Bethany College i Lindsborg 1894-1896 och grundade samtidigt dekorationsmålerifirman Malm Bros. & Co. Han blev mycket produktiv som kyrkmålare och målade ett 30-tal altartavlor i olika Kansaskyrkor. Tillsammans med Birger Sandzén och C.G. Lotave var han de första utställarna i de svensk-amerikanska konstutställningarna som etablerades 1899. Som illustratör medverkade han i den svensk-amerikanska pressen med skisser teckningar och berättelser. Han utgav 1909 boken Charlie Johnson, svensk-amerikan med egna illustrationer, boken beskriver en samling verklighetstrogna bilder med folklivet i de svenska präriesamhället. Som illustratör illustrerade han bland annat Ernst Skarstedts bok Vagabond och redaktör från 1914. Hans konst består av landskapsmålningar från trakterna kring Smoky Hill River utförda i olja, akvarell eller i form av etsningar.